# Proverbio japonés
Un proverbio japonés (諺, ことわざ kotowaza?) puede presentarse en forma de:
- un dicho (言い習わし iinarawashi),
- una frase idiomática (慣用句 kan'yōku), o
- una expresión formada por cuatro caracteres (四字熟語 yojijukugo).

Aunque «proverbio» y «dicho» significan prácticamente lo mismo, no se puede decir lo mismo de «frase idiomática» o de «expresión de cuatro caracteres». No todos los kan'yōku y yojijukugo son proverbios. Por ejemplo, el kan'yōku 狐の嫁入り kitsune no yomeiri (literalmente, «boda de un zorro», significado: «lluvia con sol») y el yojijukugo 小春日和 koharubiyori (literalmente, «tiempo de primaverilla», significado: veranillo de San Martín, tiempo cálido a finales de otoño) no son proverbios. Para ser un proverbio, una frase o palabra debe expresar un saber popular. No puede ser un mero sustantivo.

## Uso
Los proverbios son muy populares en la sociedad japonesa y se usan a menudo en la vida diaria. Frecuentemente no se cita el proverbio completo, sino sólo la primera parte para abreviar, por ejemplo, se puede decir «I no naka no kawazu» (井の中の蛙 Una rana en un pozo?) en referencia al proverbio «I no naka no kawazu, taikai o shirazu» (井の中の蛙、大海を知らず Una rana en un pozo no puede conocer los mares?).
El empleo frecuente de proverbios permite que el idioma sea más compacto, ágil y sencillo. Se pueden ver ejemplos en el manga y la animación japonesa, así como en los noticiarios, programas culturales y en obras de ficción.

## Origen
Como la cultura tradicional japonesa estaba apegada a la agricultura, muchos proverbios reflejan costumbres y prácticas relacionadas con la agricultura. También los hay que hacen referencia al go (por ejemplo, «fuseki o utsu» 布石を打つ) y al budismo, y muchas expresiones de cuatro caracteres provienen de la filosofía china escrita en chino clásico, en particular, de las Analectas de Confucio. 井の中の蛙 (Una rana en un pozo) proviene del chino clásico, de Zhuangzi.

## Ejemplos de proverbios japoneses

### Dichos
| Japonés                | Transliteración             | Significado literal                                        | Significado                                                                   |
| ---------------------- | --------------------------- | ---------------------------------------------------------- | ----------------------------------------------------------------------------- |
| 案ずるより産むが易し。 | Anzuru yori umu ga yasushi. | Dar a luz a un bebé es más fácil que preocuparse por ello. | El temor es mayor que el peligro / A veces es más fácil de lo que se espera.  |
| 出る杭は打たれる。     | Deru kui wa utareru.        | El clavo que sobresale recibirá el martillazo.             | El diferente (el inconformista) será reprimido.                               |
| 知らぬが仏             | Shiranu ga hotoke.          | No saber es Buda                                           | La ignorancia es dicha. / Es mejor no saber la verdad.                        |
| 見ぬが花               | Minu ga hana.               | No ver es una flor.                                        | No es lo que se esperaba. / La realidad no puede competir con la imaginación. |

### Frases idiomáticas
| Japonés          | Transliteración        | Significado literal                      | Significado                                                                                            |
| ---------------- | ---------------------- | ---------------------------------------- | --- |
| 猫に小判         | Neko ni koban          | [Dar] monedas de oro a un gato negro     | Dar algo de valor a quien no lo valora                                                                 |
| 七転び八起き     | Nanakorobi yaoki       | Caerse siete veces y levantarse ocho     | Recobrarse de cada infortunio                                                                          |
| 猿も木から落ちる | Saru mo ki kara ochiru | Incluso los monos se caen de los árboles | Cualquiera puede cometer un error. Puede utilizarse para advertir a alguien de un exceso de confianza. |

### Expresiones de cuatro caracteres
| Japonés  | Transliteración     | Significado literal          | Significado                                                               |
| -------- | ------------------- | ---------------------------- | ------------------------------------------------------------------------- |
| 十人十色 | Jūnin toiro         | Diez personas, diez colores. | Para gustos, los colores. / A cada cual lo suyo.                          |
| 悪因悪果 | Akuin akka          | Mala causa, mal efecto.      | El que siembra vientos recoge tempestades. / Se recoge lo que se siembra. |
| 弱肉強食 | Jaku niku kyō shoku | Carne débil, comida fuerte.  | Supervivencia de los fuertes                                              |